# تردات سارگسیان
تردات نوریکی سارگسیان (ارمنی: Տրդատ Նորիկի Սարգսյան؛ زادهٔ ۱۹ ژانویهٔ ۱۹۸۹) یک  سیاستمدار اهل ارمنستان است که از تاریخ ۲۰۲۱ تا تاریخ ۲۰۲۶ سمت نمایندگی دوره هشتم مجلس ملی جمهوری ارمنستان را برعهده داشت.

## زندگی‌نامه
در ۱۹ ژانویهٔ ۱۹۸۹ در ایروان به دنیا آمد و از دانشکده‌های شرق‌شناسی (۲۰۱۱) و حقوق (۲۰۱۶) دانشگاه دولتی ایروان فارغ‌التحصیل شد. 